# Türkische Fußballnationalmannschaft (U-16-Junioren)
Die türkische U-16-Fußballnationalmannschaft ist eine Auswahlmannschaft türkischer Fußballspieler. Sie unterliegt der Türkiye Futbol Federasyonu und repräsentiert sie international auf U-16-Ebene, etwa in Freundschaftsspielen gegen die Auswahlmannschaften anderer nationaler Verbände. Spielberechtigt sind Spieler, die ihr 16. Lebensjahr noch nicht vollendet haben und die türkische Staatsbürgerschaft besitzen, bei Einladungsturnieren kann hiervon gegebenenfalls abgewichen werden. 

## Hintergrund und Geschichte
Derzeit wird in der U-16-Altersklasse kein offizielles Turnier mehr seitens der FIFA organisiert. Seit einer Pilotphase 2012 werden seitens der UEFA sog. „Entwicklungsturniere“ veranstaltet, die jedoch nicht den Charakter einer europaweiten Meisterschaft haben. Vielmehr steht hier die Sichtung von Nachwuchstalenten und der Austausch mit anderen Verbänden im Vordergrund. 
Bis zur Anhebung des Altersniveaus 1989 um ein Jahr nahm die U-16-Nationalmannschaft an der Qualifikation für den entsprechenden FIFA-Weltmeisterschaftswettbewerb teil, seither tritt die türkische U-17-Juniorenauswahl an. Der U-16-Auswahl blieb dabei jeweils eine Endrundenteilnahme verwehrt. Bis zur analogen Anhebung für die entsprechende Europameisterschaft im Jahr 2001 trat die U-16-Nationalelf ab 1982 in der Qualifikation an und erreichte vier Mal eine Endrunde. War die Mannschaft als Gastgeber bei der EM-Endrunde 1993 noch in der Vorrunde gescheitert gelang ihr bei der Endrunde 1994 mit einem 1:0-Endspielerfolg über Dänemark durch einen Treffer von Serdar Meriç der Titelgewinn.

## Teilnahme an U-16-Weltmeisterschaften
(Seit 1991 U-17-Weltmeisterschaft)
| 1985 | nicht qualifiziert |
| 1987 | nicht qualifiziert |
| 1989 | nicht qualifiziert |

## Teilnahme an U-16-Europameisterschaften
(Seit 2002 U-17-Europameisterschaft)
| 1982 | nicht qualifiziert |
| 1984 | nicht qualifiziert |
| 1985 | nicht qualifiziert |
| 1986 | nicht qualifiziert |
| 1987 | 4. Platz           |
| 1988 | nicht qualifiziert |
| 1989 | nicht qualifiziert |
| 1990 | nicht qualifiziert |
| 1991 | nicht qualifiziert |
| 1992 | nicht qualifiziert |
| 1993 | Vorrunde           |
| 1994 | Europameister      |
| 1995 | nicht qualifiziert |
| 1996 | nicht qualifiziert |
| 1997 | nicht qualifiziert |
| 1998 | nicht qualifiziert |
| 1999 | nicht qualifiziert |
| 2000 | nicht qualifiziert |
| 2001 | Viertelfinale      |